# Gail R. Martin

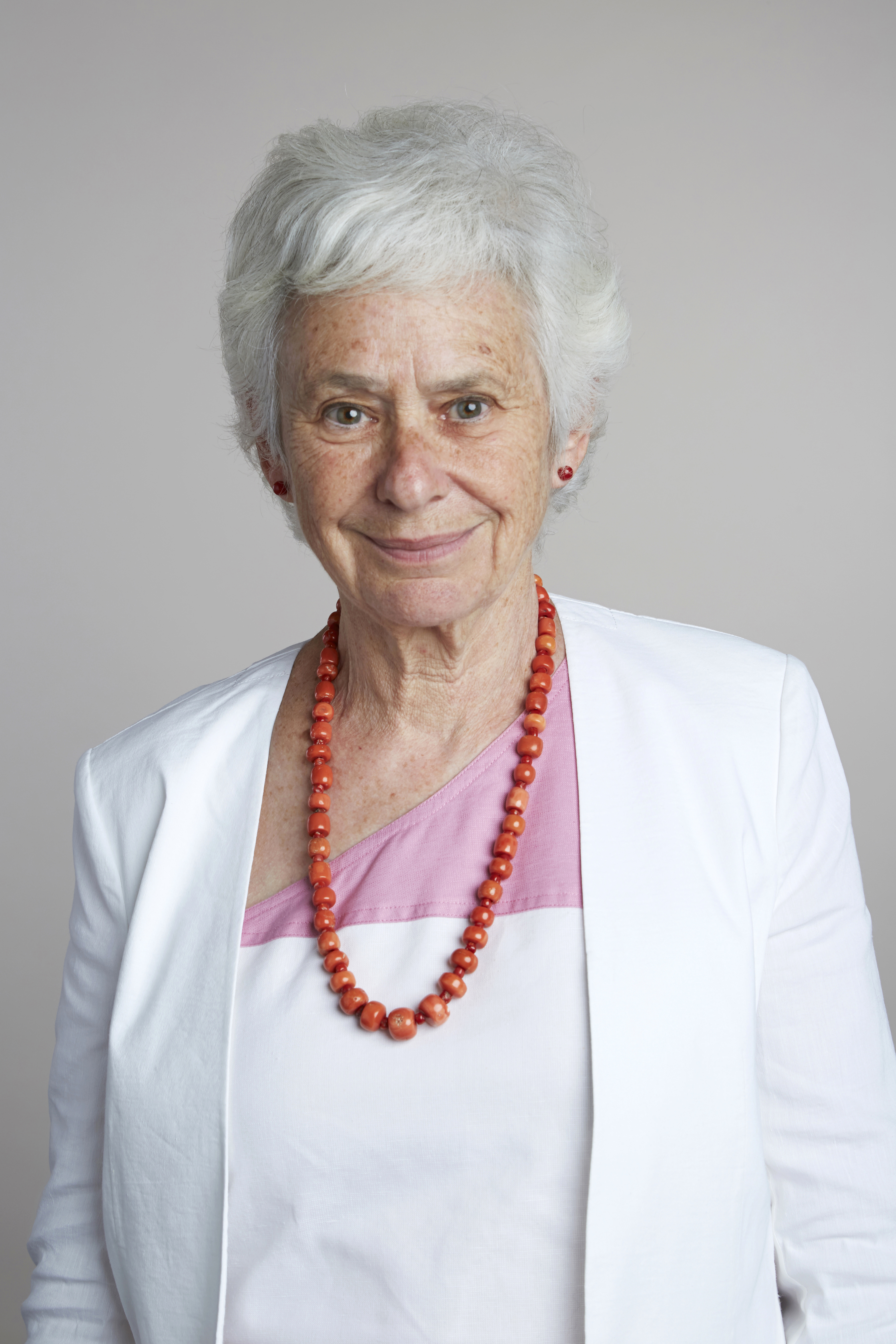
Gail R. Martin

Gail Roberta Martin (* 1944 in New York City) ist eine US-amerikanische Embryologin und Entwicklungsbiologin und emeritierte Professorin an der University of California, San Francisco (UCSF).

## Leben und Wirken
Martin wuchs in New York City auf. Sie studierte zunächst an der University of Wisconsin–Madison (Abschluss 1964) und erwarb 1971 bei Harry Rubin an der University of California, Berkeley einen PhD. Sie arbeitete als Postdoktorandin bei Martin Evans am University College London und ab 1975 bei Charles J. Epstein an der University of California, San Francisco, zu deren Lehrkörper sie seit 1976 zählte. Zuletzt hatte sie eine Professur in der Abteilung für Anatomie inne und leitete das dortige Graduiertenprogramm in Entwicklungsbiologie.
In frühen Arbeiten befasste sich Martin mit Stammzellen, für deren Isolierung und Kultivierung sie Verfahren entwickelte. Der Begriff „embryonale Stammzelle“ wurde durch sie geprägt.
An der UCSF befasste sich Martin damit, wie beim Wirbeltier im Embryo die Ausreifung der Organanlagen organisiert ist. In Tierversuchen auf molekularer und zellulärer Ebene konnte sie wesentlich zur Aufklärung der Bedeutung der Mitglieder der Familie der Fibroblasten-Wachstumsfaktoren (FGF) und ihrer Antagonisten (Gegenspieler) beitragen, insbesondere bei der Extremitätenentwicklung und der frühen Entwicklung des Gehirns.
Zu ihren zahlreichen Doktoranden und Postdoktoranden zählt auch der Molekularbiologe George M. Church. Gail R. Martin ist mit dem Briten Steven Martin verheiratet.

## Auszeichnungen (Auswahl)
- 1991 Guggenheim-Stipendium[2]
- 1991 Mitglied der American Academy of Arts and Sciences[3]
- 2002 Edwin Grant Conklin Medal der Society for Developmental Biology[4]
- 2002 Mitglied der National Academy of Sciences[5]
- 2006/2007 Präsidentin der Society for Developmental Biology[6]
- 2007 Pearl Meister Greengard Prize[7]
- 2011 FASEB Excellence in Science Award der Federation of American Societies for Experimental Biology (FASEB)[8]
- 2015 Auswärtiges Mitglied der Royal Society[9]